# گمینا میلانوو
گمینا میلانوو (به لهستانی:  Gmina Milanów) یک گمینا در لهستان است که در شهرستان پارچف واقع شده‌است. گمینا میلانوو ۱۱۶٫۶۴ کیلومتر مربع مساحت و ۴٬۰۱۶ نفر جمعیت دارد.